# 毛利元就 (NHK大河ドラマ)
『毛利元就』（もうりもとなり）は、1997年1月5日から12月14日まで放送されたNHK大河ドラマ第36作。主演は三代目中村橋之助。

## 作品内容と反響
毛利元就生誕500周年記念作品として製作。元就の妻・美伊の方の登場から死までは永井路子の小説『山霧 毛利元就の妻』が、それ以前と以降は内舘牧子のオリジナル脚本が中心となっている。同じ永井原作の『草燃える』（中島丈博脚本、1979年）が北条政子を源頼朝と共に共同主役（実質上は主役）として掲げたのに対し、美伊の方は早い時期に亡くなることもあり、ほぼ元就単独主役という形になっている。
残された自筆の文章や書状の内容を元に、謀略家のイメージが強い元就を愚痴っぽいが家族思いの男性として描いた。一揆という語で土一揆や一向一揆などの百姓一揆しか思い浮かばなくなっている多くの現代人に理解しにくい「国人一揆」を元就が盟主となって結ぶ場面で、国人一揆を「国人領主連合」なる現代語訳を用いてお茶の間の一般視聴者に対する配慮を行っていた。過去2回時代劇専門チャンネルで再放送された。
キャスティングは、歌舞伎俳優の三代目中村橋之助（現・8代目中村芝翫）・中村梅雀・中村獅童、アイドルの森田剛・松本恵、舞台俳優の上川隆也・笹野高史、宝塚出身の一路真輝、当時、駆け出しの若手俳優であった西島秀俊、お笑いタレントの恵俊彰など様々なジャンルに富んでいる。また、小劇場出身の俳優が多数出演している。原作上の主役である美伊の方には、映画出身で、NHKでは単発ドラマの主役を数多くつとめてきた富田靖子が据えられた。
基本的にホームドラマ形式だが、常に家庭を大切に想い続けながらも実直な青年から老獪な策略家に変貌していく元就、その元就に深く影響を与える梟雄・尼子経久、初期の毛利家や晴久の代以降の尼子家内部の醜い権力争いなど、シリアスな影の部分も丁寧に描いている。また、それまではおしとやか、もしくは妖艶な役柄などシリアスなキャラクターのイメージが強かった松坂慶子が、陽気でハイテンションな元就の義母・杉の方を演じ、これ以降松坂はドラマやCMでコミカルな役が増えるようになった。
最終回「よく生き、よく死に」では死の床に就いた元就の目の前に、既に亡くなっている登場人物達が敵味方関係なく現れ（ちなみにこの回、それらの人物を演じた役者陣のオープニングのクレジットには、特殊な効果が施されている）、「これまでの元就の行いが極楽に行くべきか、地獄に堕ちるべきか」を糾問するという、一風変わった内容となっている（実は、それ自体が元就の走馬灯であるかのようにも表現されており、終盤で元就の死ぬシーンが描かれる）。ラストはその人物達と共に堀立直正らの製造した船に乗って仲良く天へ昇るという演出も見られた（オープニング映像ともリンクしている）。
題字は、元就自身の自筆書状のものを使用した。主人公となった実在人物の書状が使用されたのはこの作品のみである。また、この結果大河ドラマでは唯一、主人公自身がスタッフとして扱われた作品となっている。
小泉純一郎元首相が使用している、スピーチの決まり文句として定着しつつある「人生には三つの坂がある。上り坂と下り坂、そして『まさか』だ」というたとえはこの番組の第41回「奇襲厳島」における元就の台詞がオリジナルである。なお、劇中で尼子経久が使用し、後に元就も使用する「謀多きは勝ち、少なきは負ける」の台詞は、元就が息子達に残した遺訓状に記されたものである。
『紀行』のコーナーが『花の乱』以来3年振りに復活したが、10月12日の放送については大月駅列車衝突事故のため休止となった。なお、本作では紀行のコーナーは次週予告の前に放送していた（翌年の『徳川慶喜』以降は、次週予告の後で『紀行』のコーナーを放送している）。
NHKドラマで本格的にCGデジタル技術が生かされるようになったのも『毛利元就』からだった。群衆シミュレーションプログラムをはじめ、さまざまな画期的な試みをした。
平均視聴率は23.4%、最高視聴率は28.5%。

## あらすじ
安芸国の小領主・毛利弘元の次男として産まれた松寿丸（後の元就）は幼いときに実母・祥の方を亡くし、すさんだ少年時代を過ごす。一方父・弘元は有力大名の大内義興と尼子経久との板ばさみに悩み、さらに松寿丸の素行やまとまりのない家臣達に心労をつのらせ、長年の酒毒により死去する。父の後を継いだ兄・興元も父と同様の苦労の末、同様に酒毒に侵され若死する。
そんな父と兄の寂しい死をきっかけに、元就は生まれ変わり、戦国乱世の中でいかに毛利家を存続させるかに命を燃やすようになる。だがそんな元就に、本来毛利家とほとんど同格の国人領主で、盟約によって家臣になっているに過ぎなかった家臣達の容赦ない反乱や策謀が降りかかる。
それらをはねのけた元就はいつしか安芸国人だけでなく大内氏・尼子氏双方に一目おかれる存在にのし上がり、家族・家臣・好敵手達との出会いと別れをいくつも経験しながら、やがて稀代の謀将として中国地方一の大名と呼ばれるまでになった。

## 登場人物

### 毛利家

#### 毛利一門
毛利元就（もうり もとなり）
（松寿丸→毛利元就）
演：三代目中村橋之助（幼少時代：岩渕幸弘　少年時代：森田剛）
主人公。幼名は松寿丸（しょうじゅまる）。幼くして両親と死別した影響で不良少年となったが、養母・杉の方と暮らすうちに攻撃的な性格は鳴りを潜め、真面目な青年へと成長。苦難を乗り越え、知勇兼備の武将となっていく。
若年期は天下への野望があったが、長ずるにつれてそうした野望はなくなっていく。とにかく愚痴が多く辟易した美伊やさよに逃げられてしまうこともあり、主に愚痴を言いだす際「わしはな（わしはの）」と切り出すのが口癖。世間でも「ボヤキの元就」と揶揄される。また、父と兄を酒の害で亡くしているため酒は飲まず、酒席でも好物の餅を周囲に勧めるなどしている。幼少期に出会ってから尼子経久に畏敬の念を抱く一方で彼を信じることはできず、一時毛利家が尼子家と結んだ際は散々辱められた。跡目争いを経て家督を継いだ後は、小国の領主ながら大国・尼子と大内の間を渡り歩き次第に毛利家の勢力を拡大させていく。
美伊の方（みいのかた）
演：富田靖子
元就の正室。吉川国経の娘。隆元・元春・隆景・可愛の母。尼子経久は彼女を唯一苦手としている。
当初は元就に嫁ぐことに反発し、了承して嫁した初夜に「危害を与えない」という意思表示としていきなり元就の前で全裸になったことから傷ついた元就に距離を置かれてしまう。しかし、元就を刺客が襲った事件をきっかけに同衾するようになる。「勝ったようなもの」が口癖。彼女が死去するまで元就は側室を置かなかった。
彼女の死後、彼女の血筋は毛利家・宍戸家・吉川家・小早川家によって色濃く受け継がれていくことになる。
杉の方（すぎのかた）
演：松坂慶子
毛利弘元の側室→継室、元就の育ての親。当初、松寿丸とは犬猿の仲で、「小坊主」「化け猫」と罵り合っていたが、成り行きで松寿丸を看病したことをきっかけに関係は改善され、実の親子同然の間柄になっていく。「女は顔」などの独特の価値観の持ち主で、元就が成長すると「あのように立派な息子がいながらこの若さ」と褒められる事を生きがいにしている。そういった価値観からか、弘元の死後、未亡人となっても落飾しなかった。上記の通り明るくハイテンションな性格で、「お黙りっ!」が口癖。一目惚れした堀立直正と天竺まで旅立とうと思い立つが、その直前に急死する。念仏を唱えるなど信仰心が篤く元就にも受け継がれた。
毛利隆元（もうり たかもと）
（千代寿丸→毛利隆元）
演：上川隆也（幼少時代：金澤匠）
元就の長男（嫡男）、輝元の父、母は美伊の方。幼名は千代寿丸（ちよじゅまる）。
生一本の性格で、父の得意とする謀略戦には懐疑的。偉大な父や優秀な弟たちとの狭間で苦悩する。和智誠春の饗応中に尼子方の刺客に暗殺され、元就よりも先に他界することになった。
吉川元春（きっかわ もとはる）
（松寿丸→毛利元春→吉川元春）
演：松重豊（幼少時代：安藤一志）
元就の次男、母は美伊の方。安芸国人吉川氏当主。鬼吉川の血筋と元就の武勇を濃厚に受け継ぐ猛将。
小早川隆景（こばやかわ たかかげ）
（徳寿丸→小早川隆景）
演：恵俊彰（幼少時代：富田樹央）
元就の三男。母は美伊の方。幼名は徳寿丸（とくじゅまる）。安芸国人小早川氏当主。軽薄に見えるが元就の知略を濃厚に受け継ぐ智将。
可愛（えの）
演：高橋由美子（幼少時代：伊藤明日香）
元就の長女、母は美伊の方。長年の敵宍戸家懐柔のため、宍戸隆家に嫁ぐ。かなり気の強い性格だが、夫宍戸隆家を深く愛し、夫婦仲は相思相愛。
毛利輝元（もうり てるもと）
（幸鶴丸→毛利輝元）
演：森田剛〔二役〕（幼少時代：中村国生）
元就と美伊の方の孫。隆元の長男（嫡男）。母は寿の方。幼名は幸鶴丸（こうつるまる）。元就の少年期を演じた森田が演じており、初登場時は元就から「わしの若いころにそっくり」と驚かれた。毛利家が代々一字を貰っていた大内氏が滅亡したことで時の将軍・足利義輝から偏諱を受ける事になり、輝元とした。本来はより格式の高い「義」を与えられるはずだったが、「桶狭間の戦いで敗れた今川義元と同名だから」などの理由により嫌がり、これを固辞した。父を早くに失った事から精神的に未熟な部分があり月山富田城攻めで手柄に逸り、品川狼之介を失う。
毛利弘元（もうり ひろもと）
演：西郷輝彦
元就の父。尼子派・大内派に割れた家臣団を掌握しきれず、苦悶の末に隠居し嫡男・興元に譲ることでその場をしのぐ。懊悩の果てに酒に溺れ急死する。元就に「三つ星」の話を語ったのが虫の知らせとなった。松寿丸はそれまで軽蔑していた父の偉大さや苦悩を知る。
祥の方（さちのかた）
演：竹下景子
弘元の正室、元就・興元・芳姫の母、福原広俊の娘。
病身のため妻としての役目が思うように果たせず、弘元が側室の処に多く行くことを受け入れ、松寿丸（元就）に「やせ我慢」について教える。そんな母の寂しそうな姿を見て、松寿丸は弘元や杉の方を軽蔑することとなる。松寿丸の行く末を案じつつ、病没する。松寿丸にとっては最愛の母の死であったものの幼少だったため母の面影を覚えておらず、そのことが深いコンプレックスとなる。愛に飢えた松寿丸は不良少年に成長してしまう。弘元に隠居を勧めたのは祥の方であり、その場に同席しようとした杉の方に対して正室と側室の身分の違いを厳しく言い渡し退却させる等、正室としての気構えを見せ付ける場面も描かれていた。
相合の方（あいおうのかた）
演：松原千明
弘元の側室、元綱・松の方の母。泥棒猫。
弘元生前から、杉の方とは同じ側室同士で張り合っていたが、弘元死後は隠棲。反元就派の桂広澄が相合方の後ろ盾となった際、彼と相愛関係になる。元綱の謀反に際しては、兄弟相争って欲しくないと自らの喉に小刀をあて体を張って止めようとする等最後まで反対していた。元綱の墓前で会った元就に恨み言一つ言わず、墓にかける水を彼に所望して汲みに行かせた合間に元綱の後を追って自害。元就は水を汲みに行ったことを後悔し、杉の方も次々と旧知の人々が死んでいくことに悲嘆した。
毛利興元（もうり おきもと）
（幸千代丸→毛利興元）
演：渡部篤郎（幼少時代：後藤拓也　青年時代：芦田昌太郎）
元就の同母兄、弘元の長男（嫡男）、幼名は幸千代丸（こうちよまる）。
足利義稙を奉じて京都に上洛した大内義興に従い、数年間にわたり在京し、数々の合戦に参加した。帰国した後は京で起こった事を物語るような廃人同然の姿になっており、そんな兄の変わり果てた姿は元就を愕然とさせた。帰国当初は京の合戦を「地獄」と呼んで酒に走り、元就をも遠ざけるような言動を見せるが、元就の献身的な情にうたれて涙ながらに心情を吐露した。その後、高橋氏の雪の方と縁組することで高橋氏と強く結び、他に天野ら国人一揆を締結し対抗するが、父と同じく酒の害により若くして眠るようにあの世に旅立つ。
相合元綱（あいおう もとつな）
（月夜丸→相合元綱）
演：西島秀俊（幼少時代：伊勢裕樹　青年時代：いしいすぐる）
元就の異母弟、弘元の三男（妾腹の子で庶子）。幼名は月夜丸（つきよまる）
側室の子であることから、元就に対して劣等感を抱き続けていた。元就が家督を相続すると、自身の身分を弁えず桂広澄とともに謀反を起こす。母・相合の方と永訣した後、桂軍に合流するため行軍中、既に謀反を察知し道中に潜んでいた元就側の軍勢に急襲されてしまう。最期は小三太に切られ自業自得ながら非業の死を遂げる。兄弟家臣骨肉の争いをした辛い経験が、後に元就に三本の矢を語らせることとなる。
雪の方（ゆきのかた）
（雪姫→雪の方）
演：一路真輝
興元の正室。幸松丸の母。
その聡明さに触れた元就が興元の嫁にと高橋家に直談判して婚約する。興元の酒害や心の病を承知で嫁いだものの、夫の真意を測りかね苦悩することになる。自ら腕を傷つけた興元を見て心の病の深さを知り、彼を支えていくこととなる。興元・幸松丸の死後も、当主となった元就を支えていく。しかし実家の高橋家に内紛が起きると、自分に気兼ねせずに高橋家を攻めるよう雪の方は郡山城を後にするという行動で元就に示す。しかし雪の方は嵯峨野に隠棲すると元就に言っておきながら高橋家に戻っており、知らずに攻め入った元就の前で自害する。
幸松丸（こうまつまる）
演：北尾亘（幼少時代：伊達力哉、深川雄太）
興元の長男。
生来の病弱。鏡山城の戦いで毛利家が尼子方にすぐに与しなかった制裁として、幼いながら毛利勢総大将として出陣するよう経久より命じられる。戦勝後の首実検に立会うのを元就が止めるのを制し臨席し生首を見て卒倒。その衝撃も相まって帰国後に病死した。枕元で子守唄を歌う雪の方に見守られての最期であった。
松の方（まつのかた）
（松姫→松の方）
演：梓真悠子（幼少時代：安積玲奈）
元就の異母妹で元綱の同母妹（妾腹の子で庶女）、芳姫に比べられば身分が低い、吉川元経の正室で美伊の方の義姉。吉川興経の母。夫・元経の戦死後、その後を追うかのように一年後、幼い興経を残して急死する。
芳姫（よしひめ）
演：田島穂奈美
元就の同母姉。隠居して祥の方や松寿丸（元就）と共に多治比猿掛城に移る弘元には付き従わず、武田氏に嫁ぐため吉田郡山城に興元とともに留まる。芳姫は若くして亡くなったため、この別れが元就と芳姫の永遠の別れとなる。
宍戸隆家（ししど たかいえ）
演：加勢大周
元就の娘婿。安芸国人宍戸氏当主。のち毛利家家臣で、吉川元春・小早川隆景と同じく毛利十八将の一。厳島の戦いの際は留守を務める。
熊谷信直（くまがい のぶなお）
演：綿引勝彦
元春の舅、安芸国人熊谷氏当主。元就は父親の仇に当たるが、銀山城で助けられ和解。娘美々が元春に嫁いだのを機に毛利家家臣、毛利十八将の一となり吉川興経誅殺に貢献。猛将の誉れ高かった。
吉川元資（きっかわ もとすけ）
（鶴寿丸→吉川元資）
演：清水伸（幼少時代：仁科拓海）
元春の長男。幼名は鶴寿丸（かくじゅまる）。元就と美伊の方の孫。
寿の方（としのかた）
（寿→寿の方）
演：大塚寧々
内藤興盛の娘。隆元の正室、輝元の母。隆元の人質時代からの相思相愛だった。毛利家中では珍しく淑やかな性格だが、言うべきことははっきり言う。
美々（みみ）
演：仁科扶紀
元春の正室。熊谷信直の娘。不器量であることにコンプレックスを抱き、それを振り払うべく、表向きは無理に笑顔を見せて明るく振る舞っていた。縁談に来た元春にそのことを見抜かれ諭されたことで、彼に嫁ぎたいと父に申し出た。元春との結婚後は、本来の明るい素直な笑顔を見せるようになる。
阿古の方（あこのかた）
（阿古姫→阿古の方）
演：藤吉久美子（少女時代：三船美佳）
隆景の正室で小早川繁平の妹。隆景に会いたくて、厳島の戦いの後、勝利の祝いに駆けつけるなど、活発な性格。
玉姫（たまひめ）
演：松本恵
輝元の正室。可愛と宍戸隆家の娘。元就と美伊の方の孫。輝元と二役で森田が演じた少年期の元就の初恋の少女・なつを演じた松本が二役で演じている。
妙（たえ）
演：宮本信子
阿古の方の乳母兼侍女、のちに元就の側室。美伊亡きあとの継室。
相手が男であろうと手厳しい意見をぶつけ、自分でもそのことに引け目を感じている。物を捨てられないタチで片付けが苦手。高齢になってから元就の室になったため、元就とは男女の関係というより茶飲み友達的存在である。他の側室たちと違い基本的に元就の愚痴を聞いてくれる。元就をよく支え、子の養育に尽くした。
香（こう）
演：秋本奈緒美
元就の側室、三吉隆亮の妹。美伊が死んだ後、側室に迎えられた。「ぴしっとしすぎて（元就の）気が休まらない」ほど利発で気が強いため、元就がやせ細っていくことになり、それを和らげるために、さよが新たな側室として迎えらえた。正反対の性格のさよとは、時に言い合ったり、いい側室仲間である。
さよ
演：田中広子
元就の側室、乃美隆興の娘。香の気の強さに気が休まらない元就を見かねた隆景が乃美に命じて嫁がせる。おっとりとしたのんびり屋であるため香から馬鹿呼ばわりされる。元就のグチを聞くのは苦手。

#### 毛利家臣
桂広澄（かつら ひろずみ）
演：草刈正雄
外交担当、尼子派。家中の派閥争いから元綱の謀反に加担。謀反が失敗に終わると元就の面前で謝罪しその場で自害した。
井上元兼（いのうえ もとかね）
演：片岡鶴太郎
経済担当、大内派。毛利十八将の一。腹黒くしたたかな策謀家で、幼い元就を城から追い出すなど難物であったが、杉の方に対してコミカルな一面を見せた。一方で家族思いなところがあり、合戦で多くの一族を失った際は感情を露わにし報復を叫び続けた。度重なる規律違反で家老を解任され、最期は元就に粛清され鉄砲での自殺を遂げる。
渡辺勝（わたなべ すぐる）
演：榎木孝明
軍事担当、尼子派。同志である広澄とたびたび密議を凝らすが、元就とは互いの才能に一目置いており、その武勇は少年期の元就にとっての憧れであった。家中の派閥争いから元綱の謀反に連座し「主命」を騙った元兼に討たれる。
志道広良（しじ ひろよし）
演：中村梅雀
毛利氏庶家出身。元就の軍師で、興元の代から仕えていた。吉川国経との交渉を成功させた元就の将器に可能性を感じ、幸松丸死後、経久の圧力により尼子家より当主を迎えることが内定したが病を偽って面会を絶っている間に上洛して勅許を取得し元就を擁立した。以後、重臣筆頭として腕を振るう。元兼の粛清後に引退。
福原広俊（ふくばら ひろとし）
演：笹野高史
毛利一族の安芸福原氏8代当主。祥の方の父で元就の外祖父。
娘、孫、曾孫に先立たれ悲観し出家を決意するも、元就に止められ思い直して家臣にとどまる事を決意したが、あわてて髷を切ってしまったためしばらく頭巾を被っていた。長寿故、晩年は呆けた描写がされた。吉田郡山城の戦い勝利に郡山城中沸き立つ中、眠るように息を引き取った。
赤川元保（あかがわ もとやす）
演：永島敏行
桂広澄や渡辺勝を相次いで失った後に元澄、就忠とともに取り立てられる。毛利十八将の一で、毛利家先祖代々から仕える家柄による文武両道で万能型の武将。数々の戦いで戦績を挙げ、隆元の側近にして毛利家の筆頭奉行となり、権力の絶頂を極める。しかし月山富田城攻めに引き返す途中の隆元が、尼子重臣の河副の刺客に殺害されたことで、関与を疑われ失脚する。小三太らの進言もあり、月山富田城陥落後に許されたが、すでに切腹した後だった。遺書には「新興勢力の織田信長の警戒を怠らないように」と最後まで毛利家の行く末を案じていた。
児玉就忠（こだま なりただ）
演：益岡徹
文治派。庶家出身の桂元澄とともに家老を務める。毛利十八将の一。能吏ではあったが、軍事は滅法苦手。
桂元澄（かつら もとずみ）
演：鶴見辰吾
広澄の子。武断派。毛利十八将の一。父の敵である元就に復讐心を燃やすが、彼の説得に応じて恭順する。以後は土着領主出身の児玉就忠とともに重臣を務める。武人肌で字が読めない。厳島の戦いでの勝利に大きな役割を果たす。
渡辺通（わたなべ かよう）
演：勝村政信
勝の子。毛利十八将の一。勝が元綱の反乱の際に井上元兼に攻められ死亡した際に、藤野の手引きで備後へ逃げる。後に藤野のとりなしで帰参するが、元就を父の敵として狙う。しかし大内義隆の尼子攻めで敗退した際、退却戦で元就の身代わりとなって討死する。
平佐就有（ひらさ なりあり）
演：佐藤B作
元春の側近。藤野を慕っていることを元春に告白し、驚かれた。
井上春忠（いのうえ はるただ）
演：生瀬勝久
元兼の遠縁、隆景の側近。隆景が小早川家に縁組するときに随行する。
福原貞俊（ふくばら さだとし）
演：石濱朗
安芸福原氏11代当主。広俊の長男で毛利氏庶家出身。志道と入れ替わる形で筆頭重臣に就任。毛利十八将の一。
大庭賢兼（おおば かたかね）
演：中島久之
元大内家家臣。元就から家督を継いだばかりの隆元の求めに応じて毛利家に仕える。
国司元相（くにし もとすけ）
演：坂本あきら
土着領主出身。隆元が人質として山口に赴いた際には随行した。毛利十八将の一。
粟屋元親（あわや もとちか）
演：塩野谷正幸
毛利家先祖代々から仕える家柄を持つ家臣。毛利十八将の一。
品川大膳（しながわ だいぜん）
演：林邦史朗
山中鹿介に対抗して、自ら「品川狼介」と名乗り、一騎討ちを挑むも倒される。
堀立直正
演：原田芳雄
海外と交易する商人。「天下を目指さず」と言う元就と馬が合い、物流・経済面の調査や諜報活動で反対勢力の切り崩しに貢献し、後に赤間関代官を任される。厳島の戦いの際は宮尾城の守将を務める。その自由かつ豪胆な性格から輝元の憧れの相手となり、杉の方にも惚れられ天竺へ同行を求められる。晩年には配下に地位を譲り天竺へと旅立つ。
堀立の近習
演：岡田正典
スキンヘッドが特徴的。直正引退後に二代目堀立直正になる。
小三太（こさんた）
演：奈佐健臣
元就の間者。
元就の命を狙う刺客として登場するが、暗殺に失敗、自決しようとしたところを美伊に制止され、以降元就への忠勤に励み、隠密活動で活躍する。最期は尼子との決着をつける戦で山中幸盛に討たれ情報工作を成し遂げるのと引き換えに死亡した。
山田秀則（やまだ ひでのり）
演：真実一路
井上元兼の配下だったが、税の取り立ての責任を押しつけられ元兼に誅殺される。そして元兼は「部下（元兼）を疑うなど城主の器ではない」と松寿丸を軟禁してしまう。
兵助（へいすけ）
演：ラッキィ池田
井上元兼の配下。斥候を務めるが探知され、戦死。
寺畑（てらはた）
演：松井範雄
元兼の配下。上司である元兼とともに討たれる。
風間（かざま）
演：中原和宏
元兼の配下。上司である元兼とともに討たれる。

#### 侍女
藤野（ふじの）
演：加賀まりこ
美伊の方の侍女。諜報に長ける。
はじめは美伊の方の実家・吉川氏に加担していたが、美伊の方の死後は元春の婚姻交渉に立ち会うなど、元就の参謀的存在となる。自らの容姿にコンプレックスを抱いているため、自身のことを「見栄の悪い女」と卑下する。渡辺勝に恋心を抱くが、勝が元兼に謀殺されたことにより悲恋に終わってしまう。その後密かに備後へ逃した勝の子・通を元就に引き合わせた。死の直前、「やり残したことがまだありますよ」と妙に勧められ、元就の側室・さよの産んだ乳児を抱き、妙と共に子守唄を歌いながら静かに、そして安らかに生涯を閉じる。最期を看取った妙は元就に「藤野殿は……星になられました」と泣きながら告げた。
久（ひさ）
演：松金よね子
杉の方の侍女。杉の方が井上元兼の妻になることを望み元兼からもそれを頼まれるが、杉の方が拒んだ後に罷免される。後に元就の配慮で杉の方に再出仕する。
杉の死後は藤野と違って暇を出され、最期の描写はされなかったが、最終回で霊身として再登場した。
きよ
演：柴田理恵
寿の方の侍女。寿の方には、口うるさいため迷惑がられるが、信頼されている。
やす
演：柳明日香
美々の侍女。美々がしこめであることを強調するためか、侍女の中でも数少ない美女である。
ぎん
演：池田有希子
さだ
演：尾小平志津香

### 大内家

#### 大内一門
大内義興（おおうち よしおき）
演：細川俊之
大内家当主。明応の政変で失脚し幕府を追放された足利義稙の復権に尽力した。遊び人である嫡男・義隆の将来を心配していた。後に義隆は改心し、更に元就の参入で勢い付いた大内家を見て安心し、綾の方や義隆と宴会を開くが、愛用の笛を片手に死亡。霊界でも義隆と共に自らの家を滅ぼした元就を咎めるが、毛利家の女性陣に一喝されて姿を消す。
綾の方（あやのかた）
演：東ちづる
義興の正室、内藤弘矩の娘。息子・義隆にはやや甘い。夫・義興の没後は、登場せず、尼となったかは不明。
大内義隆（おおうち よしたか）
（亀童丸→大内義隆）
演：風間トオル（幼少時代：大地泰仁）
義興の子、大内家当主。
遊び人で風流を好み、戦や政治を嫌っており「大名家に生まれたくはなかった」と述懐していた。特に月山富田城の戦いに敗北してからは天下への向上心も政治への意欲もすっかり失ってしまい、文吏の相良武任を重用して遊興にふけるようになる。隆房らに謀反を起こされて大寧寺に追い詰められ、家臣の心が離れていったこと、大内家の衰退が始まっていたことに気付けなかった自らを「こぼれ蛍」と自嘲して最期を遂げた。
貞子（さだこ）
演：佐藤恵利
義隆の正室、京の公家の万里小路秀房の娘。武家に嫁ぎながら、夫以上に京都に固執し、義隆大敗後に託けて京都亡命を発案するほど気位が高い上にワガママ。元侍女だったおさいに義隆を寝取られ離縁。大内家を呪いながら館を去った。
おさい
演：川越美和(初瀬かおる)
義隆の側室、亀童丸の母。京の貧乏公家の娘で、貞子の侍女であったが、義隆の寵愛を受け懐妊。亀童丸（後の義尊（よしたか））を産み貞子を追い落とした。
亀童丸（きどうまる）
演：蓮池貴人
義隆とおさいの子。義隆が謀反を起こされると、両親と別れ家臣に背負われて逃亡する。隆房は亀童丸を擁立予定だったため生け捕りを指示していたが家臣にはうまく伝わっておらず、追手に捕捉されて戦死した。
大内義長（おおうち よしなが）
（大友晴英→大内義長）
演：三井智宏
大友宗麟の弟。当初の名は晴英（はるひで）
陶晴賢に迎えられ大内家を継ぐ。厳島の戦いで晴賢を失い毛利に謀反人と看做され攻め込まれ、兄・宗麟にも見捨てられて自害。900年とも云われる永きに続いた大内家は滅んだ。

#### 大内家臣
内藤興盛（ないとう おきもり）
演：小野寺昭
大内家重臣、毛利隆元の舅。寿の方の実父で毛利輝元の外祖父。陶興房の死後、「自分の時代」と張り切るが娘・寿に呆れられてしまう。武任を嫌い隆房に協力。義隆死後に引退した。
陶興房（すえ おきふさ）
演：夏八木勲
大内家重臣。義興の死後も辣腕を振るうも、死期を悟り大内の行く末を案じ隆元を人質に取ることを献策。文武両道の名将で大内家の柱石だったが、興房の死によって暗雲が立ちこみはじめる。
陶晴賢（すえ はるかた）
（陶隆房→陶晴賢）
演：陣内孝則
大内家重臣。興房の子。当初の名は隆房（たかふさ）
毛利家が襲来した尼子家を撃退した吉田郡山城の戦いでは、援軍として駆けつけ毛利家の窮地を救う。軍神と畏怖される武勇と、天下統一を目指す崇高な志を持ち、大内家に忠誠を誓っていたが、相良武任との対立と月山富田城総攻撃に失敗し天下への向上心も政治への意欲もすっかりなくした義隆を葛藤の末に謀反で倒し、義隆の養子の義長を当主に据えて大内家の実権を握った。しかし毛利との決戦である厳島の戦いに大敗、次郎と一騎討ちの末相打ちという壮絶な最期を遂げる。
相良武任（さがら たけとう）
演：白井晃
文治派。義隆に取り入って隆房と対立。隆房謀反の際は義隆を捨てて逃亡した。
冷泉隆豊（れいぜい たかとよ）
演：春田純一
文治派。武任とは異なり義隆に最後まで従い、介錯を務め運命を共にした。
岡部隆景（おかべ たかかげ）
演：大久保了
文治派。亀童丸を守りながら逃れる途中に戦死。史実では大寧寺で義隆に殉じており、亀童丸を守りながら戦死したのは小幡義実である。
江良房栄（えら ふさひで）
演：高岡健二
晴賢の配下。元就の計略により、陶晴賢に誅殺される。
弘中隆兼（ひろなか たかかね）
演：佐川満男
武断派。厳島の戦いで晴賢を逃がすために毛利隆元・吉川元春と戦い戦死。
宮川房長（みやがわ ふさなが）
演：大島宇三郎
陶家家臣、武断派。元就の奇襲で戦死。
伊香賀房明
演：塾一久
陶家家臣。

### 尼子家

#### 尼子一門
尼子経久（あまご つねひさ）
演：緒形拳
尼子家当主。冷酷非情で元就が最も恐れ、尊敬した男。元就とは何度か顔を合わせ基本的に親しげに話しかけるが、一時毛利家が尼子家に与した際は元就の心中を読み切った上で威圧的な態度をとった。最期に際しては自らの死をも利用した策略を残し、大内義隆や元就を大敗に追い込んだ。「良いジジィで死ぬくらいなら、血飛沫の中で地獄に落ちるが本望」といった、野心と謀略に生きる武将だったが、美伊の方には義理のおじとして温厚に接し、妻・萩の方に強く出る事が出来ないなど、元就とも共通する一面も見せた。
経久との交流により、曾孫の義久は死を免れている。
尼子晴久（あまご はるひさ）
（尼子詮久→尼子晴久）
演：髙嶋政宏
経久の孫、初名は詮久（あきひさ）
経久の命と興経の仲介で元就と義兄弟の契約を交わしたこともある。経久の引退を受け尼子家を継ぎ、朝廷に一目置かれるほど版図を拡げるが、偉大な祖父や岳父・国久率いる新宮党の活躍に内心引け目を感じていた。元就の策略によりかけられた嫌疑から新宮党を粛清するが、父を殺されたことに憤った悪妻・みつに毒を盛られ、弱ったところを絞殺される。尼子家は一門も家臣団も仲が悪くそれが尼子家滅亡の始まりである。
尼子義久（あまご よしひさ）
演：中村獅童
晴久とみつの子。晴久とみつの偽りの愛情の中、生まれた。父・晴久を尊敬し、父を粗略に扱う母を窘めた。父を手に掛けて殺した鬼母・みつに憎悪を抱く。曽祖父・経久のように器量と力がなく元就に降参し恥をさらした上に仏門に入り出家して死を免れた。
萩の方（はぎのかた）
演：高畑淳子
経久の正室。国久・（塩冶）興久の母。吉川経基の娘、吉川国経の妹、美伊の方の叔母。
将棋で経久を負かすなど賢い人物であったが夫・経久の死後、尼となり、月山富田城から遺品を一掃し祖父の面影を排除しようとする晴久を見て城を去って実家の吉川家に戻り身を寄せた。
みつ
演：岩崎ひろみ
晴久の正室、国久の娘。
極度のファザコンで父・国久を誇りに思っており、何かと国久の側に立って晴久を見下し非難した。そのため、夫・晴久との夫婦仲は信頼関係は築けず元々かなり悪く愛情はなく冷え切っており、家庭内別居中である。夫・晴久に父を誅殺された際は、恨みを抱く。その後、恨みを捨てたふりをして晴久を欺いて毒殺に及んだ夫殺しの一件で、父を敬っていた息子・義久との関係に溝が生じた。復讐を果たした後は尼子と毛利の最後の戦を冷めた目線で見続けた。元就の策略により、義久が河副久信を裏切り者として殺した際は「晴久と同じ事をしたのだ」と義久を嘲笑った。史実では父に先立って他界している。
尼子国久（あまご くにひさ）
演：清水綋治
新宮党当主。経久の次男で晴久の岳父。みつの父。尼子軍の精鋭部隊を統括して武力面で経久、晴久を支えたが、中央集権を目指す晴久には未支配の領地を褒美に取らされるなどといった冷遇を受ける。元就に二人の悪化した関係を察知され、謀略によって謀反の嫌疑を掛けられ晴久に誅殺されてしまう。
塩冶興久（えんや おきひさ）
演：鈴木九太郎
経久の三男。父に反抗するが追い詰められて自害。

#### 尼子家臣
亀井秀綱（かめい ひでつな）
演：河原さぶ
経久の武断派側近。経久を軽んじる晴久をたびたび諌めるが聞き入れられず、引退を余儀なくされる。
宇山久兼（うやま ひさかね）
演：磯部勉
経久の軍師的側近。経久の命により吉田郡山城の戦いに同行し再三力攻めを進言するが聞き入れられず敗北し退却戦で戦死。ドラマでは尼子久幸の役割を宇山が代行し、史実の宇山は義久の手で討たれている。
河副久信（かわぞえ ひさのぶ）
演：上杉祥三
晴久、義久の側近。謀略に長け、隆元の暗殺に成功。しかし隆元の死によって元就に疑われた赤川元保を引き抜く策は失敗する。逆に元就の策略により義久に誅殺される。実際に討たれたのは上記の宇山であり、久幸の役割を宇山が、宇山の役割を河副が踏襲した。
立原幸隆（たちはら ゆきたか）
演：門田俊
晴久の側近。
山中鹿介（やまなか しかのすけ）
演：山田純大
功を焦った輝元率いる石見の国人衆と対決し、品川大膳を打ち取るなど、あと一歩というところまで追い詰めるも果たせなかった。その時には満月に向かって「願わくは、我に七難八苦を与えたまえ」と叫んだ。
本城常光（ほんじょう つねみつ）
演：武岡淳一
尼子家家臣。
中井綱家（なかい つないえ）
演：柏進
尼子家家臣。
与十郎（よじゅうろう）
演：中大健
尼子家家臣。

### 安芸国人

#### 吉川家
吉川国経（きっかわ くにつね）
演：草薙幸二郎
吉川氏当主。美伊の方と元経の父、興経の祖父。鬼吉川の異名を取る古強者で、元就の熱意に負け有田城攻めの協力を承諾した。
吉川元経（きっかわ もとつね）
演：ダンカン
国経の子、美伊の方の兄。城攻めの時にあえなく戦死してしまう。
吉川興経（きっかわ おきつね）
（千法師→吉川興経）
演：京本政樹（幼少時代：三觜要介）
元経の子、国経の孫。元春の養父。幼名は千法師（せんぼうし）
「人生は双六である」という信条を抱いている。生い立ちは複雑で5歳で父・元経と6歳で母・松を失っている。月山富田城で元就を窮地に追い詰めるなどしたが、度重なる寝返り行為などで内外の信用を失い、元就に吉川家を乗っ取られ元保の手で討たれた。生母は元就の異母妹・松の方で、元就と美伊の方双方の甥でもある。尚、番組内では主題曲が流れる前のおさらいでは1508年生まれと紹介されていたが、ドラマ内では1518年に誕生したと紹介されており矛盾している。
千法師（せんぼうし）
演：平野一真
興経の子。父と運命を共にする。
吉川経世（きっかわ つねよ）
演：大森博
国経の子で美伊、元経の弟。藤野曰く小心者。新参者の右衛門尉を重用する興経に不満を抱き、元春の家督相続に力を尽くす。
大塩右衛門尉（おおしお うえもんのじょう）
演：エド山口
吉川氏家臣。興経の信頼は厚かったが経世らと対立する。最期は不正を暴かれ経世に殺された。
森脇祐有（もりわき すけあり）
演：陰山泰
吉川氏家臣。経世と行動を共にする。

#### 小早川家
小早川繁平（こばやかわ しげひら）
演：高橋譲
沼田小早川本家当主で阿古の方の兄。病弱で盲目。元就の三男・隆景に小早川家を継がせた。その後出家し景勝とともに旅に出る。
椋梨景勝（むくなし かげかつ）
演：舟木一夫
沼田小早川氏家臣。妙は弟の妻で義理の妹。当主・繁平に絶対の忠誠を誓う。小早川家の行く末を案じて隆景を擁立、抵抗する全慶らを討った。
田坂全慶（たさか ぜんけい）
演：石山雄大
沼田小早川氏家臣。隆景擁立に反対するが景勝に討たれた。
土倉秋平（はくら あきひら）
演：米山望文
沼田小早川氏家臣。隆景擁立に反対するが景勝に討たれた。
乃美隆興（のみ たかおき）
演：畑山東一郎
小早川氏家臣。乃美家は元就の側室・さよの実家でもある。
有田加賀守（ありた かがのかみ）
演：丹治大吾
小早川氏家臣。
南菅兵衛尉（みなみ かんべえのじょう）
演：南雲勇助
小早川氏家臣。

#### その他の国人
宍戸元源（ししど もとよし）
演：石田太郎
隆家の祖父、宍戸氏当主。長年に亘り毛利家と争ったが元就の将器に触れ、隆家と可愛の婚姻を承諾する。
熊谷元直（くまがい もとなお）
演：石田登星
熊谷氏当主、熊谷信直の父。元繁の先鋒として猪突し元就に討たれる。
己斐宗瑞（こい そうずい）
演：村田巧
安芸国人。
香川行景（かがわ ゆきかげ）
演：俵一
元直を失って逆上する元繁を制するが聞き入れられなかった。
蔵田房信（くらた ふさのぶ）
演：大鷹明良
大内派・蔵田氏当主、鏡山城守将。直信の裏切りにより自害を余儀なくされた。
蔵田直信（くらた なおのぶ）
演：沼田爆
房信の叔父。強欲で元就の調略により房信を裏切り尼子につくが、土壇場での変節に印象を悪くした経久に斬り捨てられる。そのために元就は面目を失ったばかりか、「大内に内通していた」と経久に詰問され、さらに「斬って捨てるにも値せぬ。直信以下じゃ」と辱められた。
湯浅信行（ゆあさ のぶゆき）
演：三上直也
蔵田直信の家臣。元就の依頼で直信への取り次ぎを務める。
高橋元光（たかはし もとみつ）
演：堀勝之祐
高橋氏当主、雪の方の父。備後国で三吉氏に討たれる。高橋元光の名で登場しているが、史実では元光の実父・久光の事跡となっている。
高橋興光（たかはし おきみつ）
演：鷲生功
高橋氏当主。久光の孫で雪の方の甥。盛光を誅殺し当主の座を奪取したが、元就の城攻めで戦死。
高橋盛光（たかはし もりみつ）
演：諏訪部仁
元光の従兄弟。久光の孫で雪の方の甥。高橋家の家督争いで興光に敗北。
天野興次（あまの おきつぐ）
演：岡本信人
安芸国人。
天野興定（あまの おきさだ）
演：山本密
興次の子。生城山天野氏9代当主。他の安芸国人とともに吉田郡山城の戦いで元就を援護する。
武田元繁（たけだ もとしげ）
演：宍戸開
旧守護家、安芸武田氏当主。有田中井手の戦いで戦力的優位を覆された挙句、元就に辱められ猪突。元就に討ち取られる。
福島信之（ふくしま のぶゆき）
演：小林勝也
元繁の家臣。
大島左近允（おおしま さこんのじょう）
演：渡辺哲
元繁の家臣。
品田上野介（しなだ　こうずけのすけ）
演：螢雪次朗
元繁の家臣。
和智誠春（わち まさはる）
演：せんだ光雄
備後国人・和智氏当主。隆元を饗応するがその席で隆元の暗殺が起こる。

### 村上水軍
野田次郎（のだ じろう）
演：的場浩司（幼少時代：山崎裕太）
元毛利家臣で元就の幼なじみ。かつて次郎の父は、元就の父である弘元に仕えていたが、幼い元就の軽率な行動により野田家が取り潰しとなった経緯から元就に反感を抱く。村上水軍の将となり加芽に対して元就のことを「偉いように見えて悪い奴」と言っていたが、その実力は認めていた。次郎が死を遂げた際、元就は大変悲しんだ。
加芽（かめ）
演：葉月里緒菜
村上虎吉の娘。加芽の美しさに惹かれた元就との婚姻が浮上したが頓挫。厳島の戦い直前に戦死。
村上虎吉（むらかみ とらよし）
演：藤原喜明
村上水軍の統領。

### その他
足利義稙（あしかが よしたね）
演：田口トモロヲ
室町幕府第10代将軍。義興に救援を依頼した。
細川隆是（ほそかわ たかよし）
演：久富惟晴
足利氏家臣。
榮秀（はんしゅう）
演：大滝秀治
僧侶。元就に浄土宗を説く。
異雪（いせつ）
演：柳谷寛
僧侶。
なつ
演：松本恵〔二役〕
元就の初恋の少女。
多美（たみ）
演：平野啓子
維光（つぐみつ）
演：斎藤暁
木村（きむら）
演：小日向文世
近習を務める。相合元綱・桂広澄の謀叛時に広澄に斬りかかるもあえなく返り討ちにあって死亡した。
木原（きはら）
演：こねり翔
宍戸家家臣。

## スタッフ
- 脚本：内舘牧子
- 原作：永井路子（『山霧 毛利元就の妻』『元就、そして女たち』より）
- 音楽：渡辺俊幸
- テーマ音楽演奏：NHK交響楽団
- 指揮：外山雄三
- 演奏：コンセール・レニエ
- 題字：毛利元就（自筆書状より）
- 語り：平野啓子（本編にも出演）、濱中博久アナウンサー（元就紀行）
- 時代考証：岸田裕之、米原正義
- 風俗考証：二木謙一
- 建築考証：平井聖
- 衣装考証：小泉清子
- 所作指導：猿若清三郎
- 殺陣武術指導：林邦史朗（本編にも出演）
- 馬術指導：日馬伸
- 茶道指導：鈴木宗卓
- 華道指導：杉本康子
- 囃子指導：藤舎名生
- 笛指導：鯉沼廣行
- 邦楽指導：本條秀太郎
- 撮影協力：厳島神社、広島県宮島町（現廿日市市）、尾道市因島町、本郷町（現三原市）、岩手県江刺市（現・奥州市）、
- 制作統括：木田幸紀
- 制作：内藤愼介
- 美術：増田哲、岸聡光
- 技術：小林稔、雨海祥夫、渡辺秀男
- 音響効果：西ノ宮金之助、太田岳二、稲葉護
- 編集：野田茂子
- 撮影：中村和夫、井上修、三浦国男、川邨亮、中村和夫、菱木幸司、永井肇
- 照明：渡辺恒一、新藤利夫
- 音声：松本恒雄、太田進溌、浜川健治、藤善雄、田中満、上村悦也
- 映像技術：釣木沢淳、阿部徳太郎、吉田賢治、平片賢一
- 美術進行：金田有司、大野輝雄、田中裕、高橋秀樹
- 演出：松岡孝治、小林武、吉川邦夫、佐野元彦、越智篤志、渡邊良雄、今井洋一、磯智明、山本敏彦

## 放送
特記が無い限りNHKクロニクルのNHK番組表ヒストリーで確認。

### 通常放送時間
- NHK総合テレビジョン：毎週日曜 20時00分 - 20時45分
- NHK衛星第2テレビジョン：毎週日曜 22時30分-23時15分[注 2]
- （再放送）NHK総合テレビジョン：毎週土曜 13時05分-13時50分[注 2]

### 放送日程
- 第1回は40分繰り上げかつ30分延長。
- 第27回は20時05分から東京都議選開票速報を放送するため40分繰り上げ。
- 第41回は20時42分からNHKニュースを放送するため3分短縮。

| 第1回                                                      | 1月5日   | 妻たちの言い分     | 松岡孝治 | 25.3％ |
| 第2回                                                      | 1月12日  | 若君ご乱心         | 松岡孝治 | 28.5％ |
| 第3回                                                      | 1月19日  | 城主失格           | 小林武   | 28.3％ |
| 第4回                                                      | 1月26日  | 女の器量           | 小林武   | 28.2％ |
| 第5回                                                      | 2月2日   | 謀略の城           | 吉川邦夫 | 27.6％ |
| 第6回                                                      | 2月9日   | 恋ごころ           | 松岡孝治 | 26.8％ |
| 第7回                                                      | 2月16日  | われ敵前逃亡す     | 小林武   | 26.6％ |
| 第8回                                                      | 2月23日  | 出来すぎた嫁       | 吉川邦夫 | 26.3％ |
| 第9回                                                      | 3月2日   | さらば兄上         | 松岡孝治 | 27.6％ |
| 第10回                                                     | 3月9日   | 初陣の奇跡         | 小林武   | 28.3％ |
| 第11回                                                     | 3月16日  | 花嫁怒る           | 松岡孝治 | 26.5％ |
| 第12回                                                     | 3月23日  | 元就暗殺指令       | 吉川邦夫 | 23.8％ |
| 第13回                                                     | 3月30日  | 戦乱の子誕生       | 小林武   | 24.8％ |
| 第14回                                                     | 4月6日   | 巨人とひよっこ     | 越智篤志 | 22.6％ |
| 第15回                                                     | 4月13日  | 涙のうっちゃり     | 渡邊良雄 | 23.4％ |
| 第16回                                                     | 4月20日  | 弟の謀反           | 小林武   | 24.3％ |
| 第17回                                                     | 4月27日  | 凄まじき夜明け     | 小林武   | 24.3％ |
| 第18回                                                     | 5月4日   | 水軍の女神         | 松岡孝治 | 19.0％ |
| 第19回                                                     | 5月11日  | 夫の恋             | 松岡孝治 | 23.4％ |
| 第20回                                                     | 5月18日  | 隠し女             | 磯智明   | 25.1％ |
| 第21回                                                     | 5月25日  | 百万一心           | 小林武   | 22.5％ |
| 第22回                                                     | 6月1日   | 三本の矢           | 小林武   | 24.0％ |
| 第23回                                                     | 6月8日   | 尼子襲来           | 越智篤志 | 22.9％ |
| 第24回                                                     | 6月15日  | 決戦郡山城         | 松岡孝治 | 22.0％ |
| 第25回                                                     | 6月22日  | 尼子経久死す       | 松岡孝治 | 22.9％ |
| 第26回                                                     | 6月29日  | 敵は亡霊           | 今井洋一 | 22.6％ |
| 第27回                                                     | 7月6日   | 逃げ道なし         | 渡邊良雄 | 16.8％ |
| 第28回                                                     | 7月13日  | 海がみたい         | 小林武   | 21.6％ |
| 第29回                                                     | 7月20日  | 子別れ             | 越智篤志 | 20.7％ |
| 第30回                                                     | 7月27日  | さようなら、美伊   | 松岡孝治 | 20.6％ |
| 第31回                                                     | 8月3日   | 杉、極楽へ行く     | 小林武   | 20.6％ |
| 第32回                                                     | 8月10日  | 元就、鬼と化す     | 磯智明   | 19.7％ |
| 第33回                                                     | 8月17日  | 冴えわたる策略     | 松岡孝治 | 22.1％ |
| 第34回                                                     | 8月24日  | 闇に舞う般若       | 山本敏彦 | 20.3％ |
| 第35回                                                     | 8月31日  | 最後の反逆者       | 小林武   | 24.1％ |
| 第36回                                                     | 9月7日   | 鬼のかけひき       | 松岡孝治 | 22.0％ |
| 第37回                                                     | 9月14日  | こぼれ蛍           | 佐野元彦 | 24.1％ |
| 第38回                                                     | 9月21日  | 五十九歳の決断     | 小林武   | 21.7％ |
| 第39回                                                     | 9月28日  | 裏のまた裏         | 松岡孝治 | 20.0％ |
| 第40回                                                     | 10月5日  | 嵐こそ好機         | 今井洋一 | 21.6％ |
| 第41回                                                     | 10月12日 | 奇襲厳島           | 小林武   | 23.9％ |
| 第42回                                                     | 10月19日 | 最後の女           | 佐野元彦 | 21.9％ |
| 第43回                                                     | 10月26日 | 三子教訓状         | 松岡孝治 | 19.8％ |
| 第44回                                                     | 11月2日  | 銀に踊る           | 小林武   | 22.1％ |
| 第45回                                                     | 11月9日  | 男の器             | 佐野元彦 | 20.8％ |
| 第46回                                                     | 11月16日 | 隆元暗殺           | 松岡孝治 | 23.4％ |
| 第47回                                                     | 11月23日 | 弔い合戦           | 小林武   | 21.9％ |
| 第48回                                                     | 11月30日 | 輝元参上！         | 吉川邦夫 | 23.0％ |
| 第49回                                                     | 12月7日  | 淋しき覇者         | 吉川邦夫 | 24.9％ |
| 最終回                                                     | 12月14日 | よく生き、よく死に | 松岡孝治 | 25.1％ |
| 平均視聴率 23.4%（視聴率は関東地区・ビデオリサーチ社調べ） |          |                    |          |        |

### 総集編
| 放送回 | 放送日   | 題                 | 放送時間    |
| ------ | -------- | ------------------ | ----------- |
| 第一部 | 12月28日 | 妻たちの言い分     | 20:00-20:59 |
| 第二部 | 12月28日 | 三本の矢           | 21:15-22:14 |
| 第三部 | 12月29日 | 奇襲厳島           | 20:00-20:59 |
| 第四部 | 12月29日 | よく生き、よく死に | 21:15-22:14 |

## ソフトウェア
2010年現在、総集編・完全版のDVDが発売されている。過去には総集編のVHSも発売されていた。